# Zygmunt Zapolski
Zygmunt Zapolski herbu Pobóg (ur. przed 1600 r., zm. 30 lipca, zm. w 1655 lub 1656 roku) – kasztelan wieluński w latach 1641–1655, stolnik sieradzki w latach 1618–1644. Był synem Stanisława podsędka ziemskiego sieradzkiego i Anny z Rajskich. Po ojcu odziedziczył dobra Chojne w pow. sieradzkim, które przeszły następnie na jego syna Kazimierza Aleksandra Zapolskiego.
Poseł na sejm 1625 i 1627 roku. Jako senator brał udział w sejmie elekcyjnym 1648 roku.
Był elektorem Władysława IV Wazy z województwa sieradzkiego w 1632 roku, podpisał jego pacta conventa.